# Cephimallota angusticostella
Cephimallota angusticostella är en fjärilsart som beskrevs av Philipp Christoph Zeller 1839. Cephimallota angusticostella ingår i släktet Cephimallota och familjen äkta malar. Inga underarter finns listade i Catalogue of Life.